# Bogenhausen (Stadtbezirk)

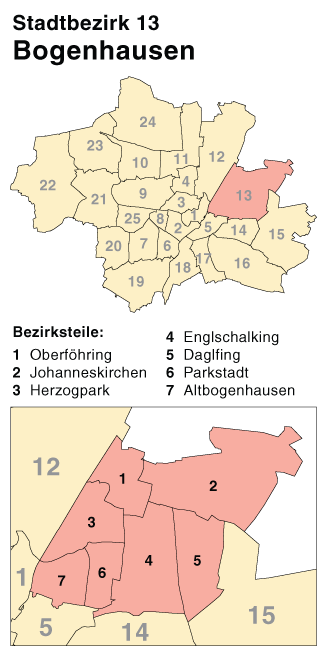
Bezirksteile

Bogenhausen ist der Stadtbezirk 13 der bayerischen Landeshauptstadt München.
Auf dem Gebiet Bogenhausens liegen acht Stadtteile Münchens, die früher eigene Ortschaften waren, darunter der für den Stadtbezirk namensgebende Ort Bogenhausen.

## Lage
Der Stadtbezirk Bogenhausen liegt im Nordosten der Stadt auf der rechten Seite der Isar. Seine Grenzen sind im Westen das Westufer der Isar, im Norden und Osten die Stadtgrenze (zu Unterföhring und Aschheim/Dornach) und im Süden die Prinzregentenstraße bis etwas außerhalb des Mittleren Rings. Von dort aus verläuft die Südgrenze westlich des Vogelweideplatzes nach Süden bis zur Bahnstrecke München–Simbach, der sie bis zu den Überführungen der A 94 und der Riemer Straße folgt. Ab hier verläuft sie entlang des Hüllgrabens und der Salzstraße nach Nordosten bis zur Stadtgrenze.
Bogenhausen grenzt (im Uhrzeigersinn aufgezählt) an die Münchner Stadtbezirke Trudering-Riem im Südosten, Berg am Laim und Au-Haidhausen im Süden sowie Altstadt-Lehel und Schwabing-Freimann im Westen jenseits der Isar. Außerdem grenzt der Bezirk an die Gemeinden Unterföhring im Norden und Aschheim im Nordosten.

## Geschichte
Als erster Teil des heutigen Stadtbezirks wurde 1892 der namensgebende Ort Bogenhausen nach München eingemeindet, 1913 folgte Oberföhring. Gemeinsam bildeten diese Stadtteile den Stadtbezirk XXIX. Dieser wurde 1930 um vier weitere Orte erweitert, Daglfing, Denning, Englschalking und Johanneskirchen, die bis dahin gemeinsam die Gemeinde Daglfing gebildet hatten. 1937 wurden im Rahmen einer Arrondierung die Stadtteile Zamdorf und Steinhausen, die als Bestandteile der Gemeinde Berg am Laim bereits 1913 nach München eingemeindet worden waren, dem Stadtbezirk Bogenhausen zugeordnet. Das westliche Ende Steinhausens südlich des heutigen Vogelweideplatzes, in dem sich das Gaswerk am Kirchstein befand, war sogar bereits 1894 vorab eingemeindet worden.
1992 wurde aus dem früheren Stadtbezirk XXIX der heutige Stadtbezirk 13.

## Stadtteile

### Bogenhausen

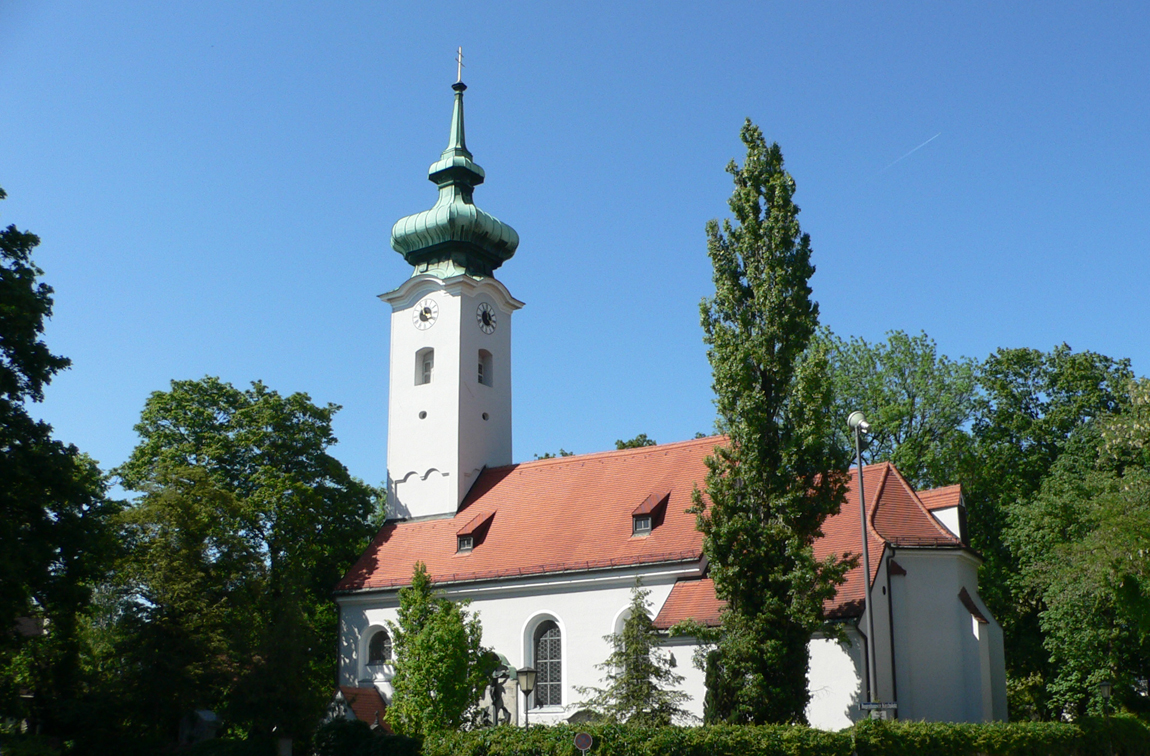
Kath. Pfarrkirche St. Georg in Bogenhausen

Der alte Ortskern ist an der alten Pfarrkirche St. Georg, Bogenhauser Kirchplatz 1, und an der Ismaninger und Hompeschstraße zu finden. Seit der Spätgründerzeit wurde von der Prinzregentenstraße aus Richtung St. Georg mit klarer städtebaulicher Planung ein weitflächiges, repräsentatives Villen- und Mietshausviertel errichtet, das bis heute das Bild von Bogenhausen in der öffentlichen Meinung prägt. Beispiele sind hier die Villa Stuck (die heute aber im Stadtbezirk Au-Haidhausen liegt), das Hildebrandhaus sowie das Fleischerschlösschen, in dem heute der Bundesfinanzhof seinen Sitz hat. Im Zweiten Weltkrieg kaum beschädigt, konnte das Viertel seinen Charakter weitgehend erhalten. Die Entwicklung in den Außenbereichen mit mehreren erhaltenen Dorfkernen erhielt wichtige Impulse durch in der Nachkriegszeit erbaute Großwohnanlagen. Den Anfang machte 1957 die Parkstadt Bogenhausen als Münchens erste Großwohnanlage mit Hochhausbebauung. In den folgenden 30 Jahren entstanden noch sieben weitere Großwohnanlagen mit etwa 15.000 Wohneinheiten, die sich inzwischen zu Stadtteilen mit eigener Identität entwickelt haben.

### Oberföhring

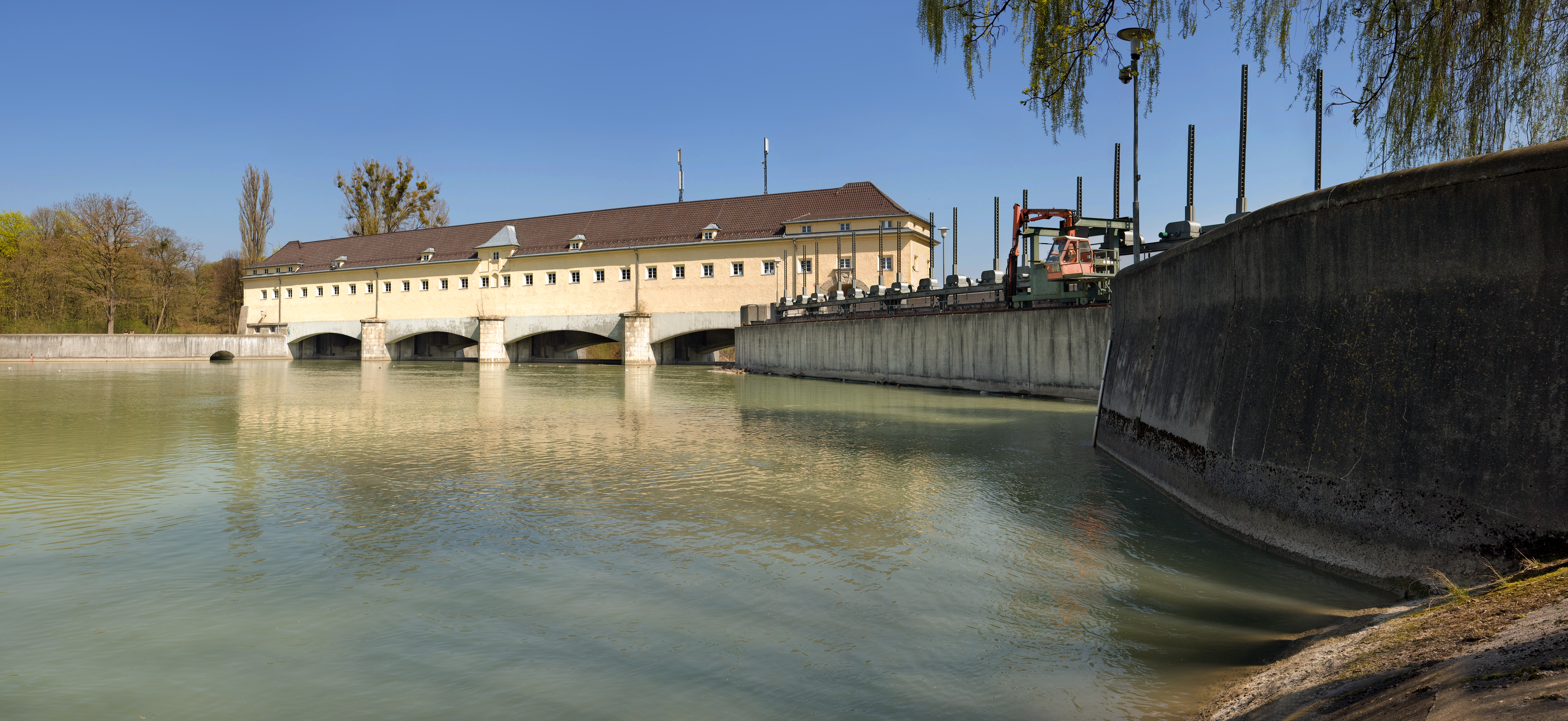
Stauwehr Oberföhring

Oberföhring wurde am 3. Juli 750 als ad Feringas erstmals erwähnt. Der Ort ist also nach der Familie der Feringa benannt, die dort vor dem Brückenbau die Überfahrt über die Isar besorgte. Ebendiese Brücke, über die der Salzhandel lief, wurde Streitpunkt zwischen Heinrich den Löwen und dem Bistum Freising und schließlich zerstört. Der Salzhandel musste eine Brücke weiter südlich nutzen, was maßgeblich die Gründung Münchens 1158 befördert haben soll. 1818 wurde Oberföhring eine eigenständige Gemeinde. Die Eingemeindung nach München erfolgte am 1. Juli 1913 auf eigenen Antrag.
Der alte Ortskern liegt am Isarhochufer um die Kath. Pfarrkirche St. Lorenz, Muspillistraße 31. Oberföhring gilt als gehobene Wohnlage. Schöne alte Einfamilienhäuser und großzügige Grünflächen prägen das Bild. Im Südosten gibt es einige größere moderne Mietshäuser.

### Daglfing

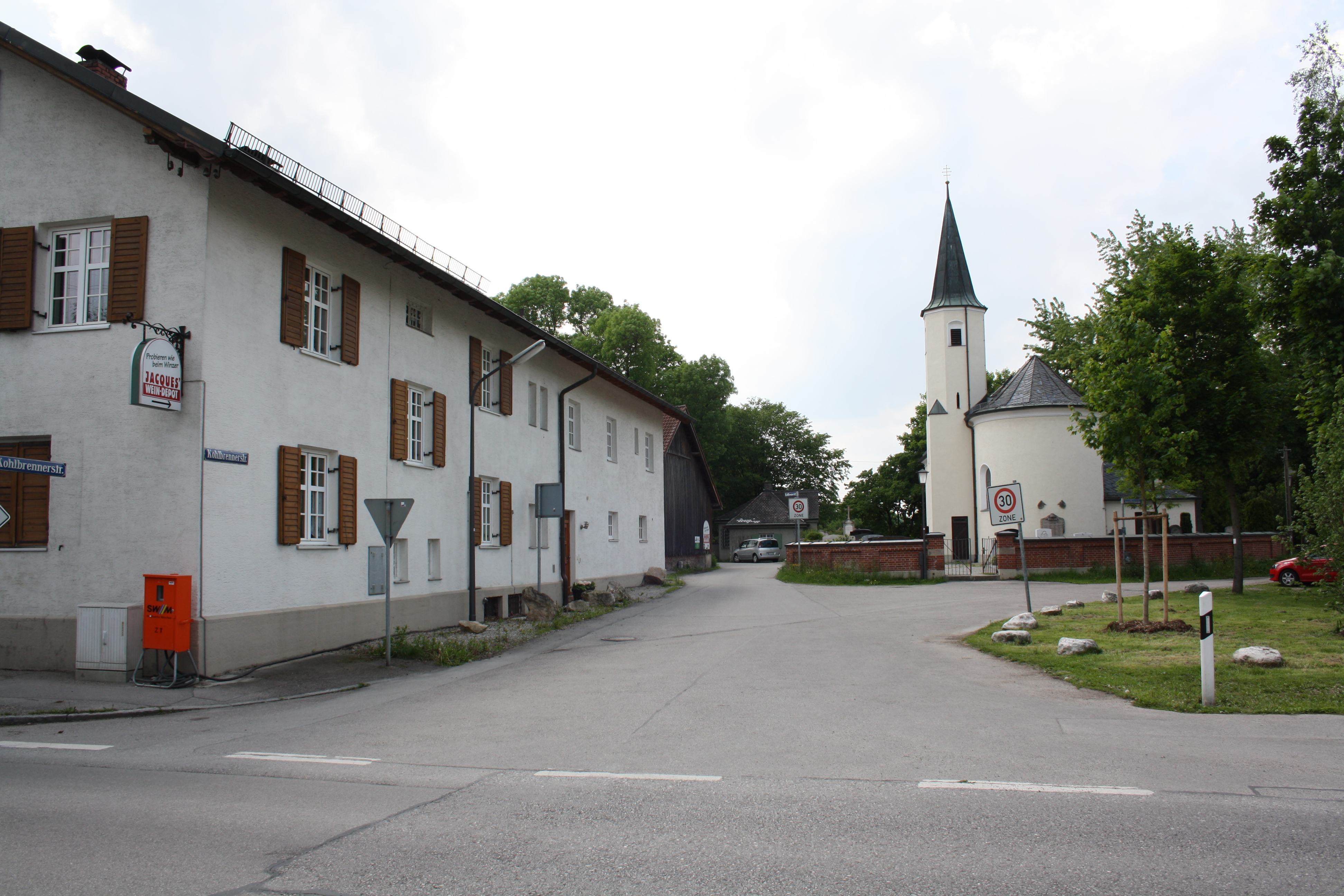
Historischer Ortskern Daglfings

Daglfing wurde erstmals am 10. Dezember 839 als ad Tagolfingas genannt. Es war der namensgebende Ort für die 1818 gebildete Gemeinde Daglfing, die 1930 nach München eingemeindet wurde.
Der alte Ortskern ist um die Kath. Kirche St. Philipp und Jakob zu finden. Dieser Stadtteil hat sich seinen ländlichen Charakter weitestgehend erhalten können, zahlreiche historische Höfe sind noch erhalten. Im Süden ist das Bild geprägt von Einfamilien- und Reihenhäusern mit großen Gärten so wie einigen alten Gehöften. Dort liegt auch die Trabrennbahn Daglfing.

### Denning

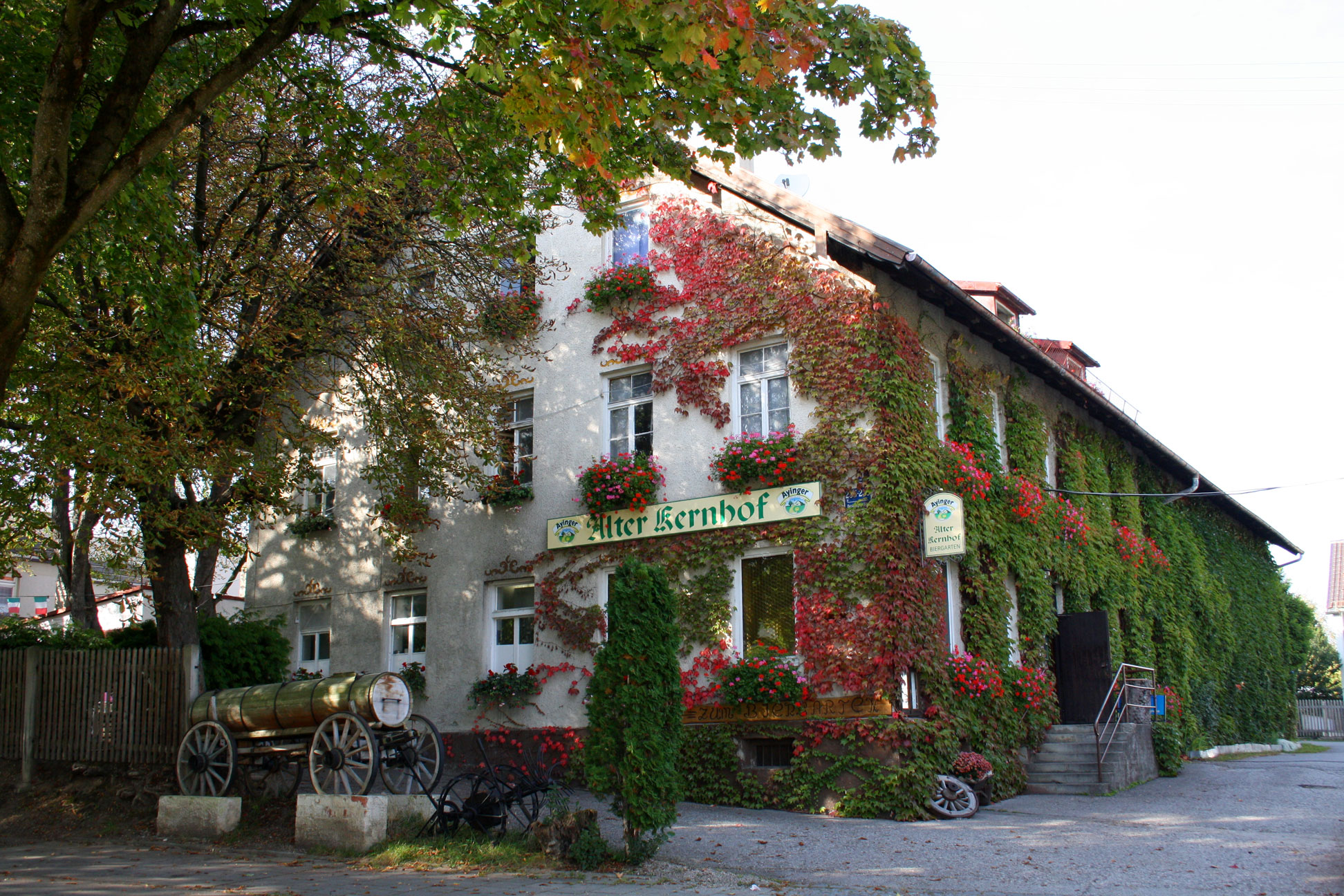
Alter Kernhof in Denning (2009)

Denning wurde um 1200 als Tenningen oder Danningen erstmals urkundlich erwähnt, was vermutlich auf den Personennamen „Tenno“ zurückgeht. 1930 wurde es nach München eingemeindet, allerdings erst elf Monate nach den anderen Gemeindeteilen der Gemeinde Daglfing.
Das Ortsbild Dennings ist heute geprägt durch Wohngebiete mit Einfamilienhäusern, die von Gärten umgeben sind. Lediglich zwischen Denninger Straße und Wartestraße liegt eine Hochhaussiedlung. Die Hauptachse Dennings ist die Ostpreußenstraße, in der sich über 100 Geschäfte und Dienstleistungsunternehmen befinden.

### Englschalking

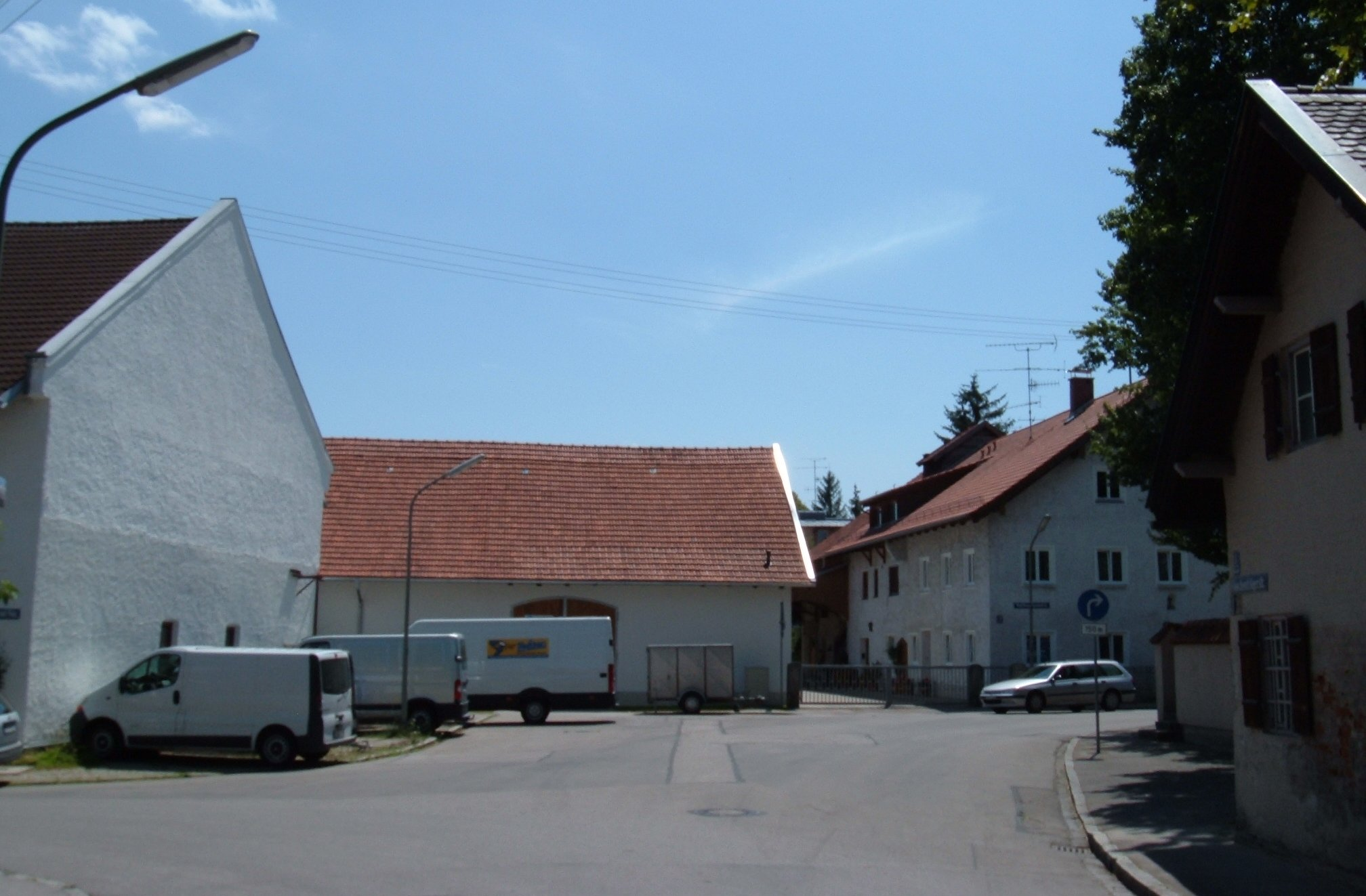
Historischer Ortskern von Englschalking

Englschalking wurde 1231/1234 als Engelschalchingen erstmals urkundlich erwähnt. 1930 wurde es als Bestandteil der Gemeinde Daglfing nach München eingemeindet.
Im historischen Ortskern von Englschalking stehen große Höfe in unregelmäßiger Anordnung um die aus dem 13. Jahrhundert stammende Kirche St. Nikolaus. Dieser Ortskern, der als Gebäudeensemble unter Denkmalschutz steht, hat in etwa die Ausdehnung wie das Dorf im frühen 19. Jahrhundert. Nordwestlich des Ortskerns liegt der 1966–1970 errichtete Fideliopark mit vier- bis neunzehngeschossigen Wohnblocks, weiter westlich der 1964 bis 1969 errichtete Cosimapark mit viergeschossigen Wohnblocks und zehn- bis neunzehngeschossigen Hochhäusern, die rundum von Balkonen umgeben sind.

### Johanneskirchen

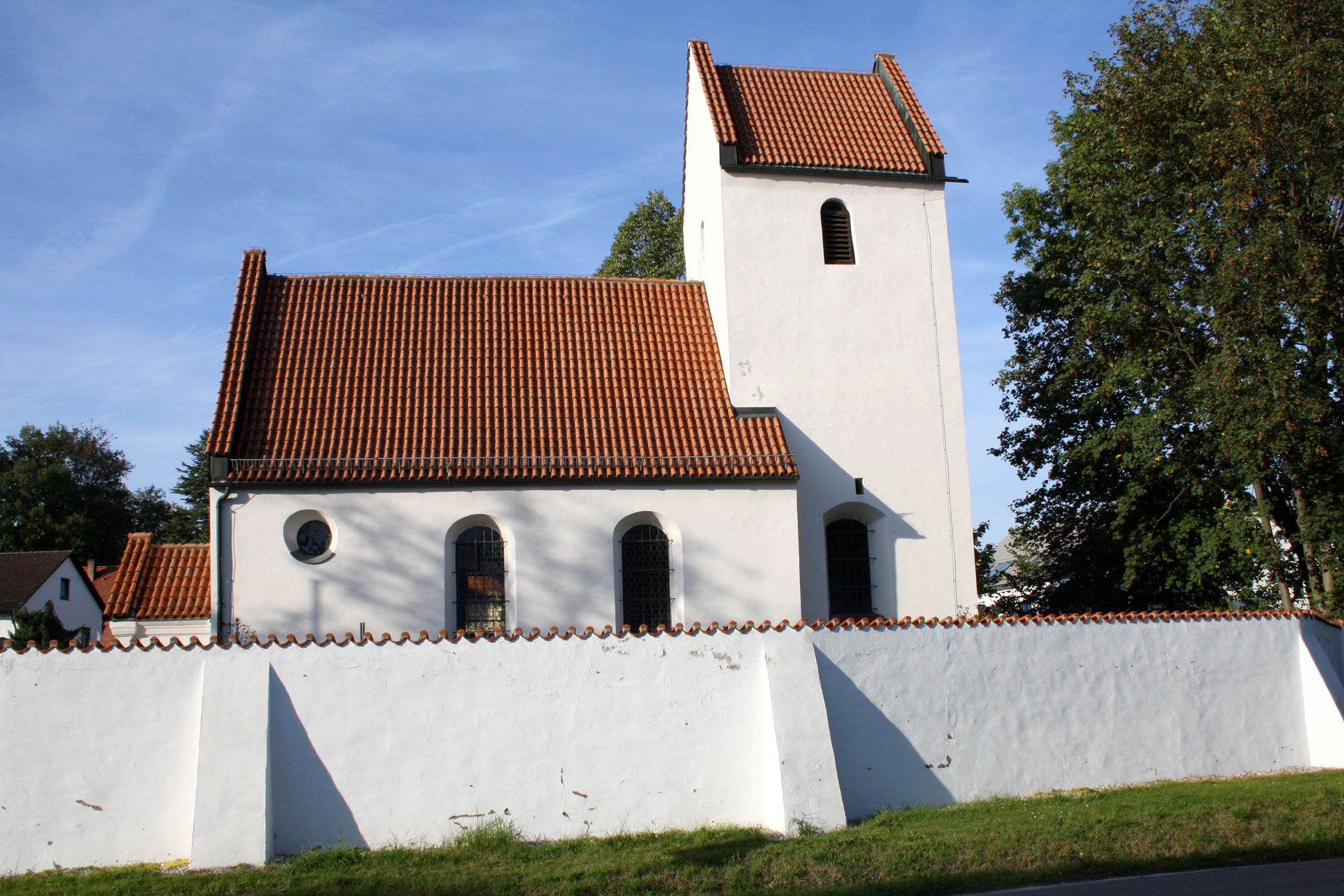
St. Johann Baptist in Johanneskirchen

Die älteste urkundliche Erwähnung Johanneskirchens ist eine Urkunde aus dem Jahre 815, in der die Kirche St. Johann Baptist erwähnt wird. 1930 wurde es als Bestandteil der Gemeinde Daglfing nach München eingemeindet.
Der historische Kern von Johanneskirchen ist immer noch dörflich geprägt, Bauernhöfe umgeben die als Kirchenburg errichtete Dorfkirche St. Johann Baptist aus dem 13. Jahrhundert. An diesen Dorfkern schließen sich bereits die landwirtschaftlich genutzten Gebiete des Johanneskirchner Mooses an. In diesen Freiflächen liegt die 1984–1986 erbaute Gartenstadt Johanneskirchen mit Einzel-, Doppel- und Reihenhäusern, zwischen denen sich ausgedehnte Grünanlagen befinden. Westlich der Bahnstrecke liegen die Neubaugebiete Johanneskirchen Nord (1964–1968) und Johanneskirchen West (1988–1999) mit ihren Wohnblocks.

### Zamdorf

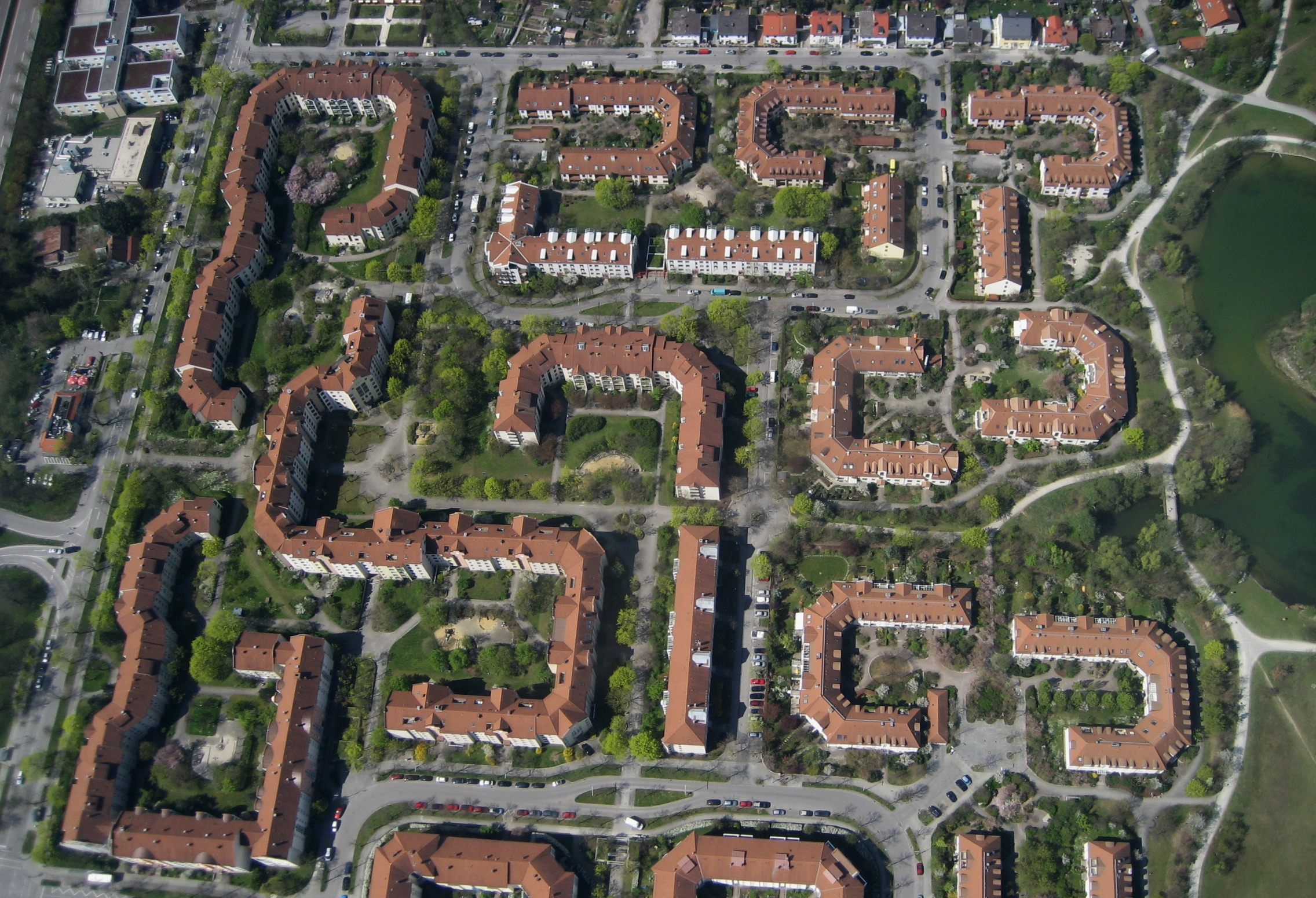
Luftbild des Zamilaparks in Zamdorf

Zamdorf wurde erstmals 1021 als Zamindorf erwähnt, 1913 wurde es als Bestandteil der Gemeinde Berg am Laim nach München eingemeindet, 1937 dem Stadtbezirk Bogenhausen zugeordnet.
Zwischen dem Denninger Anger und der Bundesautobahn 94 liegen Wohnquartiere mit Einfamilienhäusern, die 1934 entstandene Kolonialsiedlung und die zwischen 1983 und 1991 errichtete Siedlung Zamilapark. Zwischen A 94, Bahnstrecke Leuchtenbergring–Daglfing und Hultschinerstraße liegen ein Gewerbegebiet und das Bahnwerk Steinhausen, die Basis der Münchner S-Bahn. Zamdorf wird überragt vom auffälligen SV-Hochhaus, das nach einem Bürgerentscheid mit reduzierter Höhe gebaut werden musste.

### Steinhausen

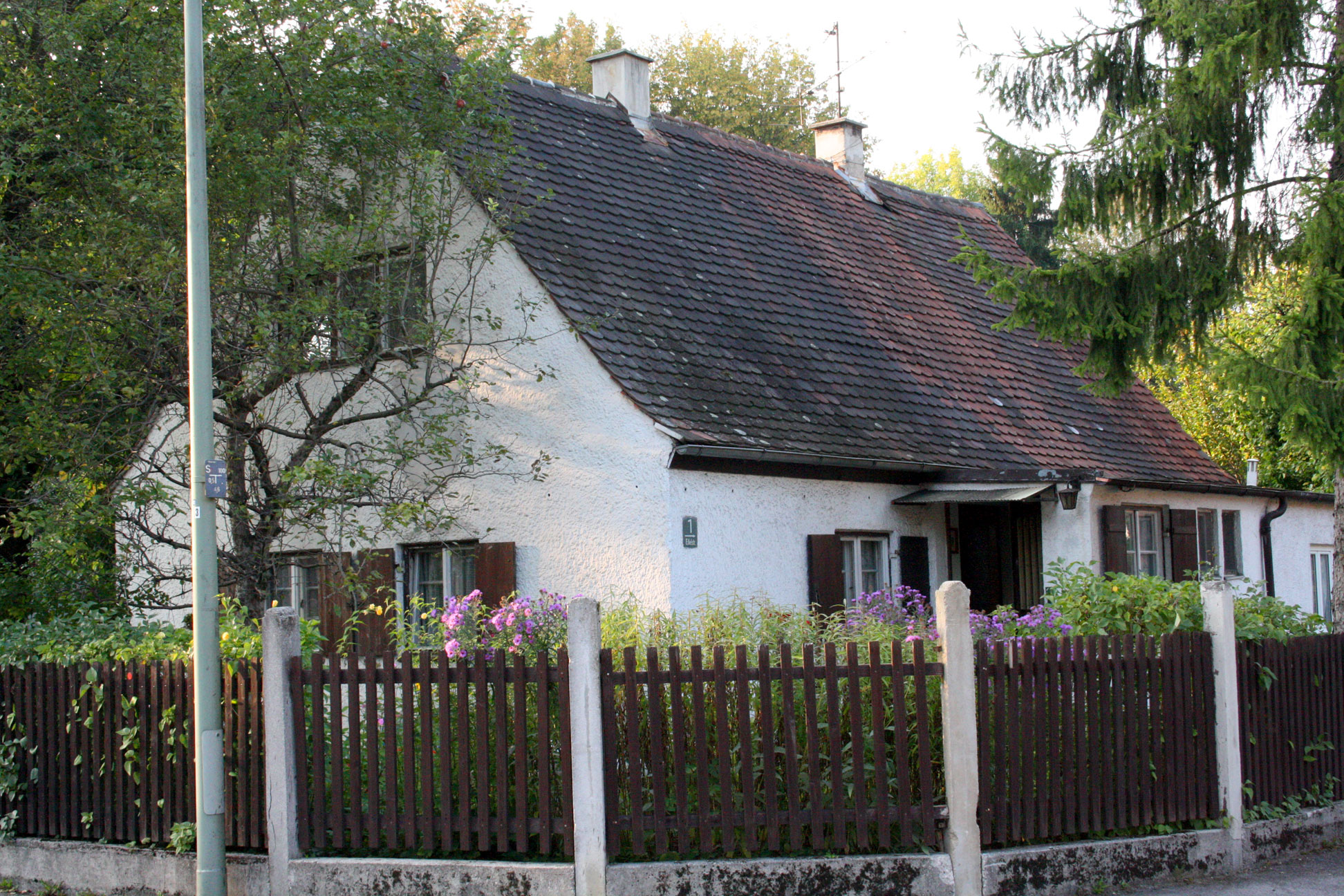
Haus in der Siedlung Steinhausen

Steinhausen ist der jüngste Stadtteil des Stadtbezirks Bogenhausen, erst 1808 erfolgte die Benennung eines Gehöfts bei Zamdorf mit diesem Namen. 1913 wurde Steinhausen als Bestandteil der Gemeinde Berg am Laim nach München eingemeindet, 1937 dem Stadtbezirk Bogenhausen zugeordnet.
Steinhausen liegt im Süden des Stadtbezirks Bogenhausen nördlich der Bahnstrecke Leuchtenbergring–Berg am Laim. Zwischen der A 94 und der Bahntrasse liegt ein großes Industrie- und Gewerbegebiet, u. a. mit dem Druckzentrum des Süddeutschen Verlags. Am Vogelweideplatz wurde das Hochhaus-Ensemble Bogenhausener Tor errichtet. Um den Platz herum stehen überwiegend größere Wohnblöcke, nördlich der A 94 liegt die Siedlung Steinhausen aus Einfamilienhäusern.

## Bezirksteile
Für die Verwaltung und für statistische Zwecke ist der Stadtbezirk Bogenhausen in sieben Bezirksteile aufgeteilt, die sich jedoch nur grob an den historischen Stadtteilen orientieren.
1. Oberföhring
2. Johanneskirchen
3. Herzogpark
4. Englschalking
5. Daglfing
6. Parkstadt
7. Altbogenhausen

Davon entsprechen nur die Bezirksteile Oberföhring, Johanneskirchen und Daglfing den jeweiligen Stadtteilen. Der Stadtteil Bogenhausen entspricht etwa dem von den Bezirksteilen 3, 6 und 7 gebildeten Gebiet, der Bezirksteil Englschalking enthält die historischen Stadtteile Englschalking, Denning, Zamdorf und Steinhausen.

## Allgemeines

### Flächennutzung
Auch wenn in der zweiten Hälfte des 20. Jahrhunderts mehrere große Hochhaussiedlungen im Stadtbezirk Bogenhausen errichtet wurden, hat er immer noch große Freiflächen. So sind von den 2.370 Hektar Fläche (Stand 1. Januar 2008) etwa 657 Hektar (27,7 Prozent) landwirtschaftlich genutzt, weitere 330 Hektar (13,9 Prozent) sind Erholungsflächen (Grünanlagen, Sportanlagen u. ä.). Gebäude- und zugehörige Freiflächen belegen 969 Hektar (40,9 Prozent), Verkehrsflächen 334 Hektar (14,1 Prozent).

### Sozialstruktur
Im Stadtbezirk Bogenhausen haben Mitglieder aller sozialen Schichten ein Zuhause gefunden. Die Sozialstruktur gilt als ausgewogen. Die soziale Struktur des Bezirks folgt den städtebaulichen Gegebenheiten in den Bezirksteilen: so dominiert in Bogenhausen selbst wie im Herzogpark bis heute die gehobene Mittelschicht. Die Anzahl der Angestellten und Beamten ist viermal so hoch wie die Zahl der Arbeiter. Der Ausländeranteil liegt mit 17,1 Prozent unter dem gesamtstädtischen Niveau.

### Wirtschaft
Arbeitsplätze bietet vor allem der Dienstleistungssektor, stark konzentriert im Bereich des Arabellaparks: Gesundheitswesen (Klinikum Bogenhausen, mehrere private Kliniken, Arztpraxen); Banken, Handel und Technologie (HypoVereinsbank im prominenten Hypo-Haus, BayWa, Giesecke & Devrient), Hotellerie (fünf Sterne: Westin Grand; vier Sterne: Sheraton, NH, Park Inn, Holiday Inn, Freisinger Hof, Rothof). Verarbeitendes Gewerbe, das rund ein Fünftel der Arbeitsplätze stellt, ist vor allem in Steinhausen angesiedelt.

### Verkehr
Der Stadtbezirk wird durch drei Hauptverkehrsachsen erschlossen: Im Süden durch die Prinzregentenstraße sowie in deren Verlängerung die Töginger Straße/A 94. In Nord-Süd-Richtung führt via Richard-Strauss-Tunnel, Effnertunnel und Isarring der Mittlere Ring durch den Stadtbezirk. Vom Effnerplatz Richtung Norden und weiter zur A 9 ergänzt die Effnerstraße die Verkehrsachsen des Stadtbezirkes. Sowohl über die Nebenstraße des Mittleren Ringes (Richard-Strauss-Straße bis Effnerplatz) als auch die Effnerstraße gehen weitere größere Wohnsammelstraßen ab, die die übrigen Stadtteile im Stadtbezirk erschließen.
Der öffentliche Nahverkehr wird vor allem durch die U4 mit den U-Bahnhöfen Prinzregentenplatz, Böhmerwaldplatz, Richard-Strauss-Straße und Arabellapark, die Tramlinien 16 und 18 sowie die S8 mit den Stationen Daglfing, Englschalking und Johanneskirchen bewältigt. Für eine Verlängerung der U4 zur Flughafen-S-Bahn existieren Planungen; wegen eines ungewissen Nutzen-Kosten-Indikators wird derzeit keine Planfeststellung betrieben.

### Kultur

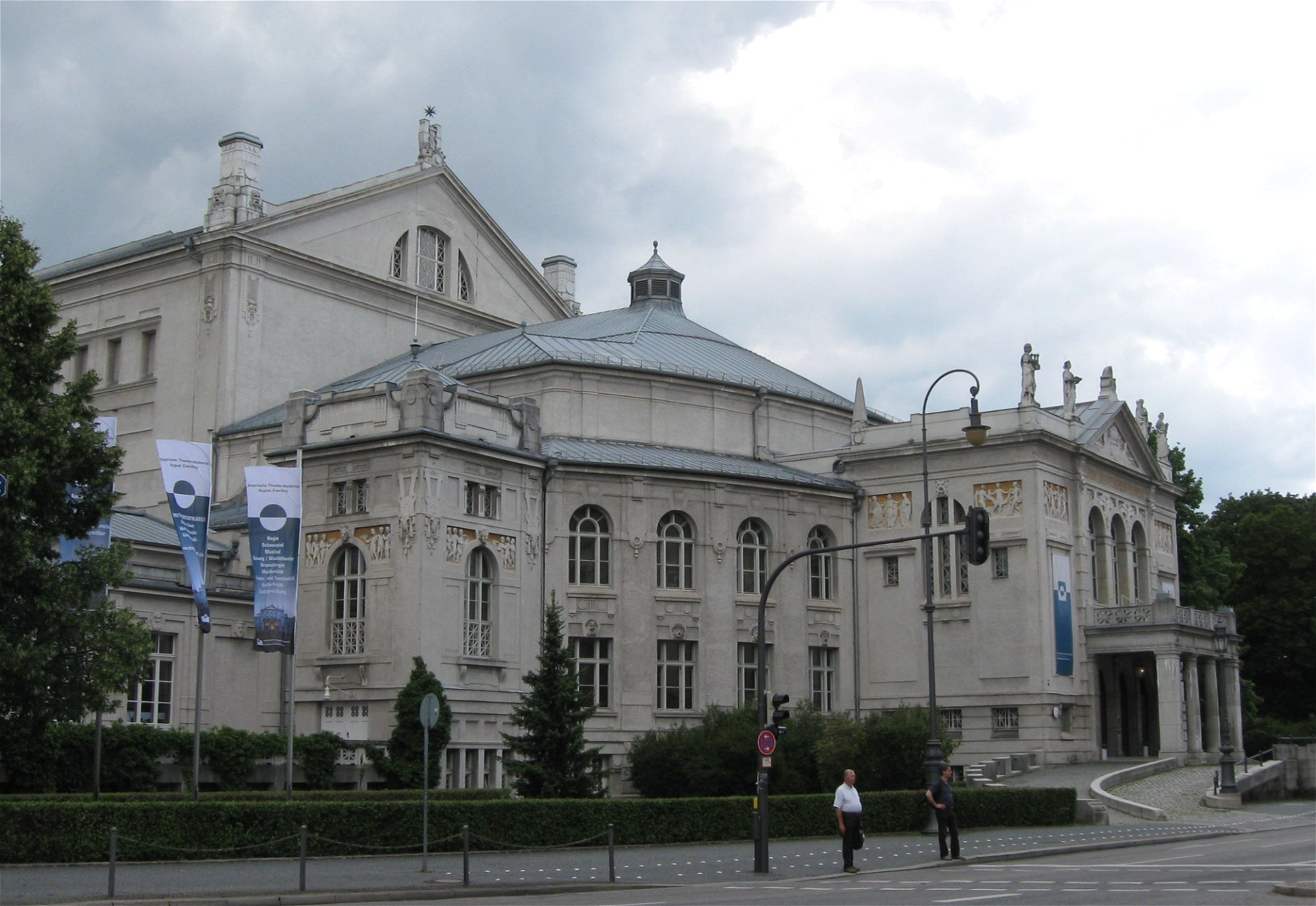
Prinzregententheater

- Bürgerpark Oberföhring, Oberföhringer Straße 156, mit Kleiner Kasperlbühne
- Prinzregententheater, Prinzregentenplatz 12, mit Akademietheater und Theaterakademie
- Sammlung Goetz, Oberföhringer Straße 103

### Bildung

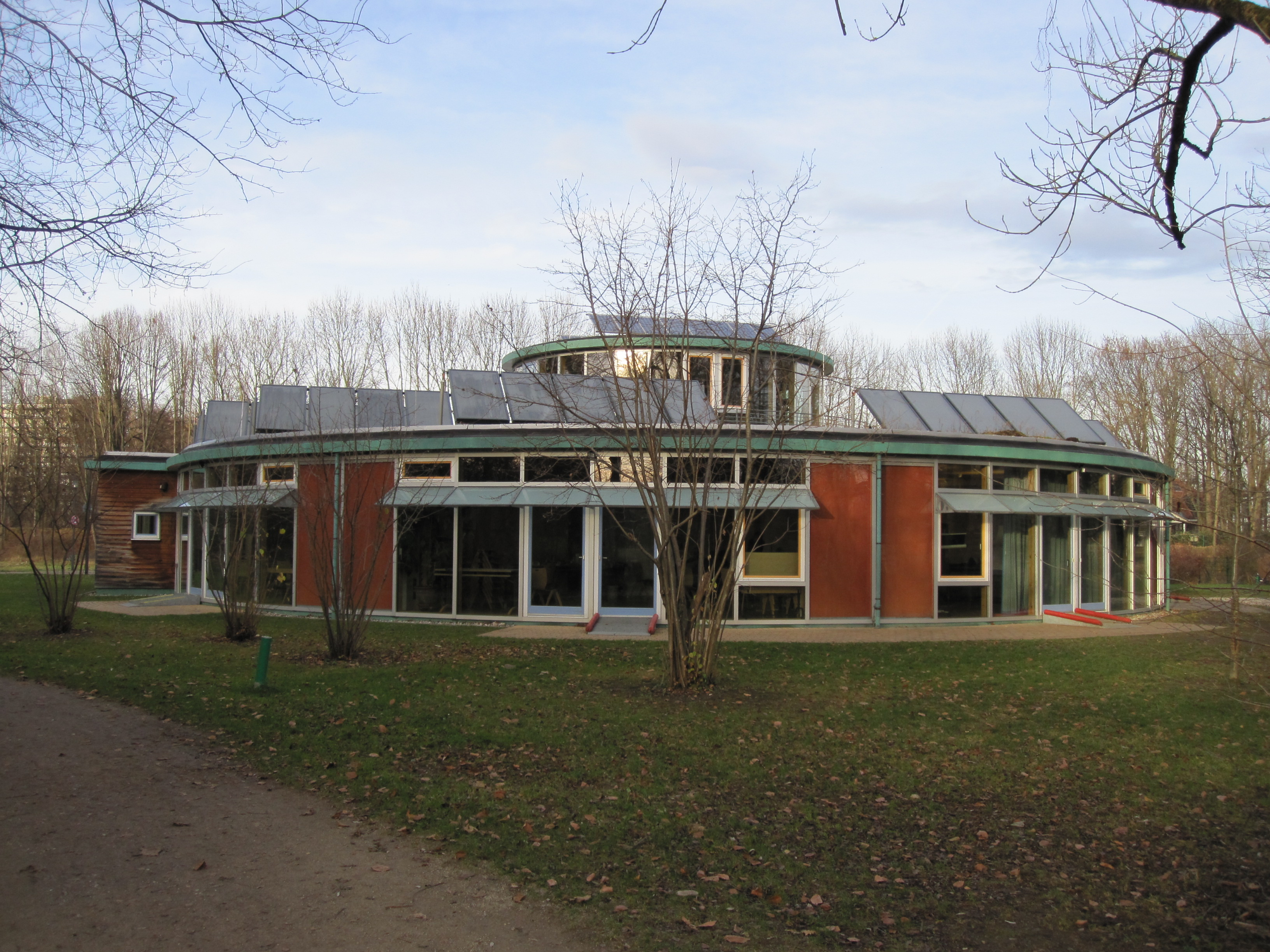
Ökologisches Bildungszentrum

- Außenstelle der Münchner Volkshochschule im Arabellapark
- Außenstelle der Münchner Stadtbibliothek im Arabellapark
- Bayerische Theaterakademie August Everding, Prinzregentenplatz 12
- Ökologisches Bildungszentrum der Münchner Volkshochschule und des Münchner Umwelt-Zentrums, Englschalkinger Straße 166
- Wilhelm-Hausenstein-Gymnasium, Elektrastraße 61

### Öffentliche Einrichtungen
- Klinikum Bogenhausen
- Cosimawellenbad
- Prinzregentenstadion und Prinzregentenbad
- Bayerisches Staatsministerium für Umwelt und Verbraucherschutz
- Bundesfinanzhof
- Zentrale Stelle für Informationstechnik im Sicherheitsbereich

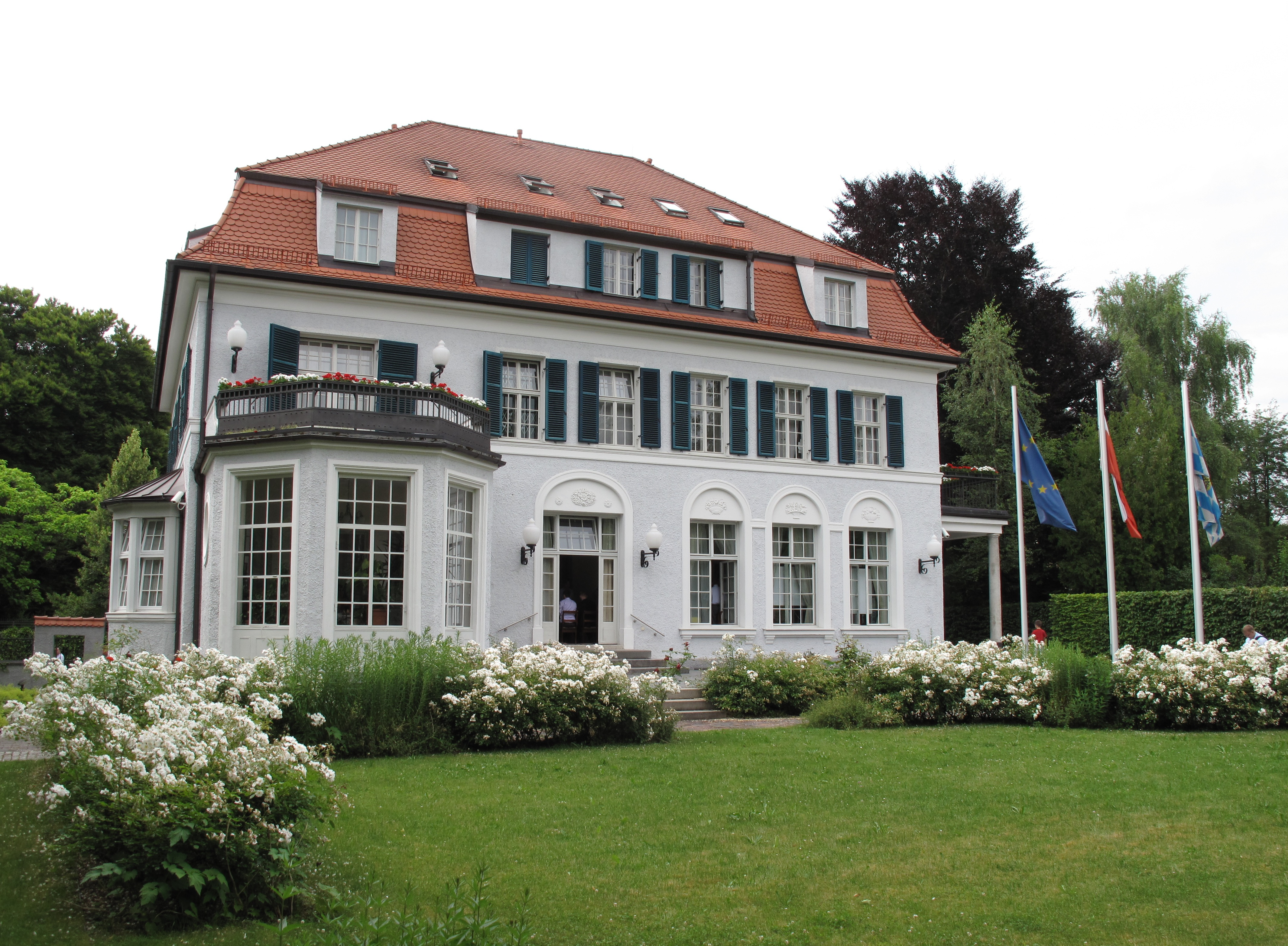
Generalkonsulat der Republik Polen in Bogenhausen

Bogenhausen ist Standort außergewöhnlich vieler Generalkonsulate. Präsent sind folgende Staaten: Griechenland, Italien, Iran, Katar, Kroatien, Österreich, Polen, Russland, Serbien, Slowakei, Spanien, Ungarn, Vereinigtes Königreich, Vereinigte Arabische Emirate (eventuell nicht vollständig).

## Statistik
(Stand jeweils am 31. Dezember, Einwohner mit Hauptwohnsitz)
| Jahr | Einwohner | davon Ausländer | Einwohner je km² |
| ---- | --------- | --------------- | ---------------- |
| 2000 | 70.936    | 11.562 (16,3 %) | 2.991            |
| 2001 | 71.716    | 11.921 (16,6 %) | 3.024            |
| 2002 | 72.429    | 12.178 (16,8 %) | 3.054            |
| 2003 | 73.070    | 12.654 (17,3 %) | 3.081            |
| 2004 | 72.982    | 12.513 (17,1 %) | 3.078            |
| 2005 | 73.860    | 13.042 (17,7 %) | 3.115            |
| 2006 | 75.657    | 13.419 (17,7 %) | 3.190            |
| 2007 | 76.709    | 13.892 (18,1 %) | 3.235            |
| 2008 | 77.112    | 14.097 (18,3 %) | 3.252            |
| 2009 | 76.684    | 13.628 (17,8 %) | 3.234            |
| 2010 | 77.542    | 13.987 (18,0 %) | 3.270            |
| 2011 | 79.175    | 14.913 (18,8 %) | 3.339            |
| 2012 | 80.816    | 16.166 (20,0 %) | 3.408            |
| 2013 | 82.138    | 17.126 (20,9 %) | 3.464            |
| 2014 | 83.900    | 18.286 (21,8 %) | 3.539            |
| 2015 | 85.947    | 20.257 (23,6 %) | 3.625            |
| 2016 | 87.164    | 21.453 (24,6 %) | 3.676            |
| 2017 | 85.971    | 20.935 (23,7 %) | 3.626            |
| 2018 | 87.950    | 21.484 (24,4 %) | 3.709            |
| 2019 | 90.025    | 22.401 (24,9 %) | 3.797            |
| 2020 | 91.855    | 23.042 (25,1 %) | 3.874            |
| 2021 | 92.593    | 23.913 (25,8 %) | 3.905            |
| 2022 | 94.317    | 26.017 (27,6 %) | 3.977            |
| 2023 | 94.337    | 26.602 (28,2 %) | 3.978            |
| 2024 | 95.475    | 27.804 (29,1 %) | 4.026            |

Quelle mit weiteren Daten

## Politik
- Linke: 1
- SPD: 6
- Grüne: 11
- DaCG/ÖDP: 2
- FW: 1
- FDP: 2
- CSU: 12

Der Bezirksausschuss von Bogenhausen wurde zuletzt am 15. März 2020 gewählt. Die Sitzverteilung lautet wie folgt: CSU 12, Grüne 11, SPD 6, FDP 2, DaCG/ÖDP 2, FW 1, LINKE 1. Von den 65.103 stimmberechtigten Einwohnern Bogenhausens haben 33.502 von ihrem Wahlrecht Gebrauch gemacht, womit die Wahlbeteiligung bei 51,5 Prozent lag.
| Jahr                                     | CSU | SPD | Grüne | FDP | DaCG * | Bemerkung        |
| ---------------------------------------- | --- | --- | ----- | --- | ------ | ---------------- |
| 1996                                     |     |     |       |     | 1      | erste Direktwahl |
| 2002                                     | 15  | 14  | 3     | 2   | 1      |                  |
| 2008                                     | 13  | 13  | 4     | 4   | 1      |                  |
| 2014                                     | 15  | 10  | 6     | 2   | 2      |                  |
| 2020                                     | 12  | 6   | 11    | 2   | 2      |                  |
| * Anmerkung: DaCG = David contra Goliath |     |     |       |     |        |                  |